# Oskar Nørland
Niels Christian Oskar Nørland hed Nielsen før 1914  (født 4. oktober 1882 i Roskilde, død 18. maj 1941 på Frederiksberg) var en dansk fodboldspiller, som spillede 14 landskampe for Danmark. Han vandt guldmedalje med det uofficielle danske hold i OL 1906 og sølvmedaljer ved OL 1908 og 1912. Nørland og Charles von Buchwald er de eneste danskere med tre olympiske medaljer i fodbold.
I hele sin klubkarriere spillede Nørland højre wing for KB og var især kendt for sine præcise indlæg. Det blev 133 kampe i perioden 1898 – 1918 og han vandt det danske mesterskab med 1914, 1917 og 1918.
Nørland repræsenterede det uofficielle danske landshold (bestående af spillere fra KBU) ved OL 1906 i Athen, som deltager i den uofficielle fodboldturnering, hvor Danmark vandt. Han vandt sølvmedalje ved OL 1908 i London, hvor han spillede to af det danske holds tre kampe i turneringen. Han deltog i Danmarks første officielle landskamp, der blev spillet ved OL 1908, hvor Danmark vandt 9-0 over Frankrig B. I semifinalen mod Frankrig A som Danmark vandt rekordstort med 17-1, sad han på bænken, men var tilbage på holdet til OL-finalen mod Storbritannien hvor Danmark tabte 2-0. Fire år senere spillede Nørland endnu en gang på det danske hold ved OL 1912 i Stockholm, hvor han igen spillede to kampe.
Hans sidste landskamp blev en venskabskamp i Idrætsparken 1916, hvor Danmark vandt 8-0 mod Norge. Han scorede aldrig på landsholdet på trods af, at han var angriber.
Ved siden af fodbolden var Nørland også en dygtig atletikudøver, og han vandt fire medaljer ved DM.
- Sølv 1908 ¼ mile[4]
- Guld 1909 ¼ mile 60,4 s
- Guld 1910 400 meter 56,4 s
- Sølv 1910 4 x 100 meter 47,8 s

Oscar Nørland, som i det civile var trafikkontrollør, døde som 58 årig i 1941 på Frederiksberg. Han er begravet på Solbjerg Parkkirkegård, men gravstedet er nedlagt.